# Långhornsrätvingar
Långhornsrätvingar (Ensifera) är en underordning till ordningen hopprätvingar (Orthoptera). Den innehåller bland annat familjerna syrsor och vårtbitare.

## Systematik (överfamiljer och familjer)
- Tettigonioidea
  - vårtbitare (Tettigoniidae)
- Grylloidea
  - syrsor (Gryllidae)
  - mullvadssyrsor (Gryllotalpidae)
  - Mogoplistidae
  - Myrmecophilidae
  - Oecanthidae
- Hagloidea
  - Prophalangopsidae
- Rhaphidophoroidea
  - grottvårtbitare (Rhaphidophoridae)
- Schizodactyloidea
  - Schizodactylidae
- Stenopelmatoidea
  - Anostostomatidae
  - Cooloolidae
  - Gryllacrididae
  - Stenopelmatidae